# Lars Peder Brekk
Lars Peder Brekk (né le 8 octobre 1955) est un homme politique norvégien du Parti du centre. Il est secrétaire particulier du ministre des Pêches de 1985 à 1986, puis lui-même ministre des Pêches en 2000. Il est élu au Parlement en 2005 et est ministre de l’Agriculture et de l’Alimentation de 2008 à 2012. Il est chef par intérim du Parti du centre de juin à septembre 2008.

## Biographie
Brekk nait et grandit dans la municipalité de Vikna du comptable et gestionnaire Asbjørn L. Brekk (1926–) et de la comptable Ragnhild Kirkeby-Garstad (1935–). À 15 ans, il rejoint le Centre Jeunesse. Il est titulaire d'une maîtrise en économie de l'Université d'Oslo, qu'il étudie de 1977 à 1982. Il est également gardien de but de football, jouant pour Stabæk de 1979 à 1981.
Il travaille comme secrétaire de l'Association norvégienne des pêches de 1982 à 1984, puis comme chef de division jusqu'en 1986. De 1986 à 1987, Brekk est directeur général de Global Aqua et de 1987 à 1988 directeur financier de Hansvik Boat. Il travaille de 1988 à 1992 comme directeur bancaire pour Sparebanken Midt-Norge à Vikna. De 1997 à 1999, il est directeur financier chez Nils Williksen et de 1999 à 2005 directeur général d'Innovasjon rørvik. De 1999 à 2000, il est également directeur général de Pacpro Norge.
Brekk est secrétaire personnel au ministère de la Pêche et des Affaires côtières du 1er janvier 1985 au 1er janvier 1986 dans le deuxième cabinet de Willoch. De 1989 à 1993, de 1993 à 1997 et de 2001 à 2005, Brekk est député adjoint. Du 21 janvier au 17 mars 2000, il est ministre de la Pêche et des Affaires côtières dans le premier cabinet de Bondevik. Il ne siège que 56 jours, en raison de la démission du cabinet. Au Parlement, il est d'abord président du Comité permanent du commerce et de l'industrie (2005-2007), puis membre du Comité permanent de contrôle et des affaires constitutionnelles et du Comité permanent élargi des affaires étrangères (2007-2008). De 2007 à 2008, il est chef du Parti du centre au Parlement. Le 20 juin 2008, Brekk est nommé ministre de l'Agriculture et de l'Alimentation dans le deuxième cabinet de Stoltenberg.
De 1993 à 1997 et de 2003 à 2011, Brekk est le premier chef adjoint du Parti du centre.